# 1號堪薩斯州州道
1號堪薩斯州州道（英語：Kansas State Highway 1，簡稱）為美国堪薩斯州一條南北向的州级公路，全線均位於科曼奇縣境內。南起科曼奇縣巴特米爾克南方的奧克拉荷馬州州界（與34號奧克拉荷馬州州道交接），北至科曼奇縣科爾德沃特南方的160号美国国道與183号美国国道交叉口，全長共計13.363-英里（21.506-）。此公路不屬於美國國家公路系統的一部分。此公路在2015年期間年平均日車流量介於323輛次至348輛次之間，而整條公路路面均以瀝青材料鋪設。

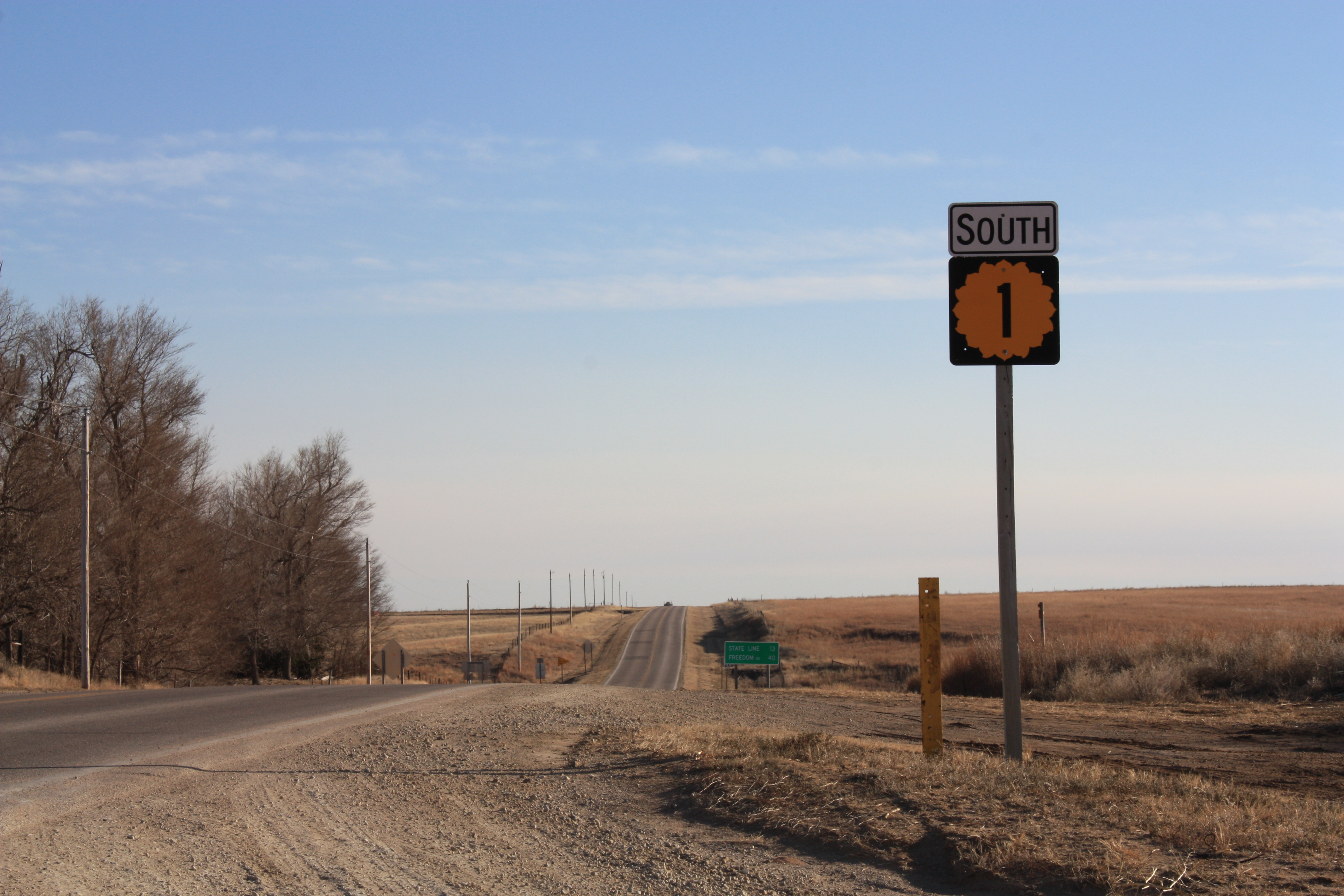
從1號堪薩斯州州道公路北端朝南方望著此州道

## 公路描述
1號堪薩斯州州道南起奧克拉荷馬州州界，與34號奧克拉荷馬州州道交接。此公路行經非建制地區巴特米爾克，該公路為巴特米爾克境內唯一一條公路。1號堪薩斯州州道經過巴特米爾克以後繼續往北方行經，直到位於科爾德沃特南方的160号美国国道與183号美国国道交叉口為止。此公路總長13.363英里（21.506）。整條1號堪薩斯州州道路面均以瀝青材料鋪設。此公路在2015年期間年平均日車流量介於323輛次至348輛次之間。1號堪薩斯州州道不屬於美國國家公路系統的一部分。

## 歷史
1號堪薩斯州州道始建於1918年至1932年間。最初1號堪薩斯州州道的終點所在位置比當前終點所在位置還要遠，當時的公路起點位於科爾德沃特南方的奧克拉荷馬州－堪薩斯州州界，途中行經格林斯堡、金斯利、波尼縣西部路段、拉克羅斯、海斯、普萊恩維爾、斯托克頓以及菲利普斯堡等重要地區，終點位於伍德拉夫東北方——鄰近內布拉斯加州州界的22號堪薩斯州州道（今383號堪薩斯州州道）交叉口。1941年，1號堪薩斯州州道羅澤爾－普萊恩維爾路段升格為183号美国国道。1950年，1號堪薩斯州州道除了奧克拉荷馬州與堪薩斯州州界－160号美国国道與183号美国国道交叉口路段維持不變外，其餘路段則升格為183号美国国道。1號堪薩斯州州道的路面在1950年仍為碎石路面，直到1953年改鋪為瀝青路面。今日的1號堪薩斯州州道仍維持1953年整編的路線。

## 公路接點
全線均位於科曼奇縣境內。
| 地點                                       | 英里   | 公里   | 接點                         | 備註                             |
| ------------------------------------------ | ------ | ------ | ---------------------------- | -------------------------------- |
| 巴特米爾克                                 | 0.000  | 0.000  | 34號奧克拉荷馬州州道         | 公路南端，接34號奧克拉荷馬州州道 |
| 科爾德沃特                                 | 13.363 | 21.506 | 160號美國國道／183號美國國道 | 公路北端                         |
| 1.000英里＝1.609公里；1.000公里＝0.621英里 |        |        |                              |                                  |

## 外部連結
- route56.com网页资料（页面存档备份，存于）